# Lungomare Pietro Paolo Mennea
Il Lungomare Pietro Paolo Mennea, anche noto come solo  Lungomare Mennea, è una delle principali arterie di Barletta, nella provincia di Barletta-Andria-Trani in Puglia.
Il viale costeggia interamente la costa sabbiosa, che si snoda dal Porto di Barletta a Pantaniello, sulla via per Margherita di Savoia.

## Storia
Fino ai primi decenni del '900, la zona del lungomare era inesistente, in quanto non si erano ancora verificate le condizioni affinché i depositi calcarei provenienti dall'Ofanto, stratificassero, dando vita agli arenili sabbiosi.
Oggi il lungomare è lungo circa 5km e attraversa il centro storico e il quartiere Settefrati, l'unica periferia barlettana ad affaciarsi sul mare. Tra i punti di interesse storico abbiamo le mura di Barletta, il bastione Paraticchio, il Cimitero monumentale di Barletta| e l'ex stazione della  Teleferica di Barletta, residuo di archeologia industriale. Nel 2019 e nel 2022 ha ospitato la tappa barlettana del Jova Beach Party. Nel 2023 è stata la sede dei mondiali di Beach Spirint, una specialità olimpica del canottaggio.

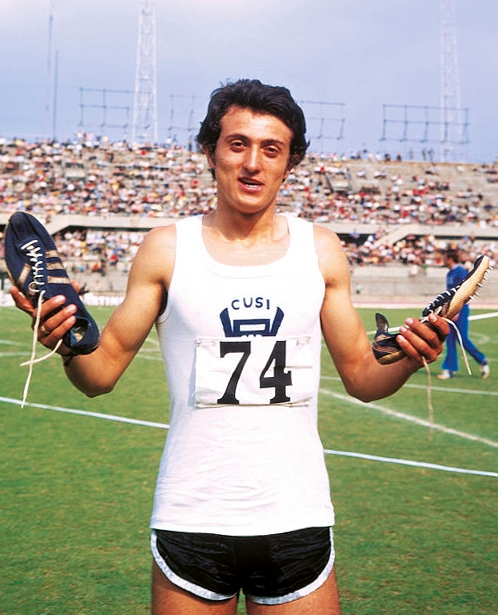
Lungomare intitolato alla memoria di Pietro Mennea